# René Laloux
René Laloux (* 13. Juli 1929 in Paris; † 14. März 2004 in Angoulême) war ein französischer Regisseur und Maler.
Laloux ist vor allem durch eine Reihe fantastischer Zeichentrickfilme bekannt geworden, die er in Zusammenarbeit mit
einigen hochkarätigen Künstlern schuf. Hierzu zählen unter anderem Roland Topor, Jean 'Moebius' Giraud, Isaac Asimov und Stefan Wul. Seinen ersten Film drehte er mit Patienten einer psychiatrischen Klinik, in der er zu diesem Zeitpunkt arbeitete. Seine Filme, besonders „Herrscher der Zeit“ (orig. „Les Maîtres du temps“) und „Der phantastische Planet“ (orig. „La planète sauvage“), gelten heute als Kultfilme. Mit letzterem gewann er einen Spezialpreis bei den Internationalen Filmfestspielen von Cannes 1973.

## Filmographie
- 1957: Tic-Tac
- 1958: Les Achalunés
- 1960: Les Dents du singe
- 1964: Les Temps morts
- 1965: Les Escargots
- 1973: Der phantastische Planet (La Planète sauvage)
- 1975: Le jeu
- 1977: Les hommes machines contre Gandahar
- 1982: Herrscher der Zeit (Les Maîtres du temps)
- 1984: La Maîtrise de la qualité
- 1987: Comment Wang-Fo fut sauvé
- 1987: La prisonnière
- 1988: Gandahar
- 1998: L’Œil du loup